# Solaster exiguus
Solaster exiguus är en sjöstjärneart som beskrevs av Fisher 1910. Solaster exiguus ingår i släktet Solaster och familjen solsjöstjärnor. Inga underarter finns listade i Catalogue of Life.